# 潮汕平原

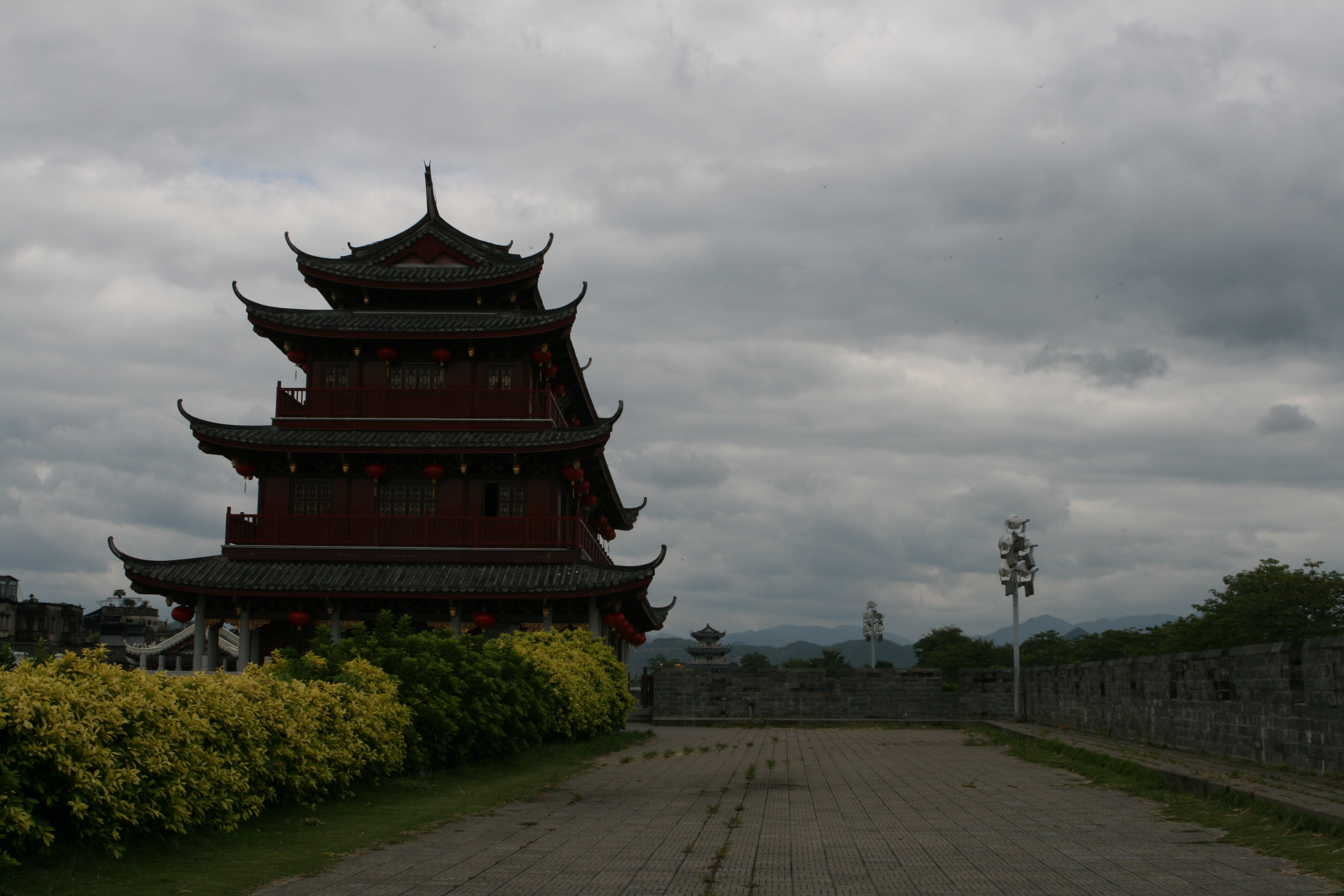
潮州一帶

潮汕平原位于粤东沿海地区，是广东第二大的平原，分布在汕头、潮州、揭阳三市，其面积有4000多平方公里，由韩江三角洲、榕江平原、练江平原、黄冈河平原、龙江平原五部分组成。潮汕平原气候温暖温润，土地肥沃，农耕条件优越，农业发达，主要的农作物有水稻、甘蔗等，此外还盛产荔枝、菠萝、香蕉、柑桔、龙眼等热带亚热带水果。